# Pleckhausen
Pleckhausen ist eine Ortsgemeinde im Landkreis Altenkirchen (Westerwald) in Rheinland-Pfalz. Sie gehört der Verbandsgemeinde Altenkirchen-Flammersfeld an.

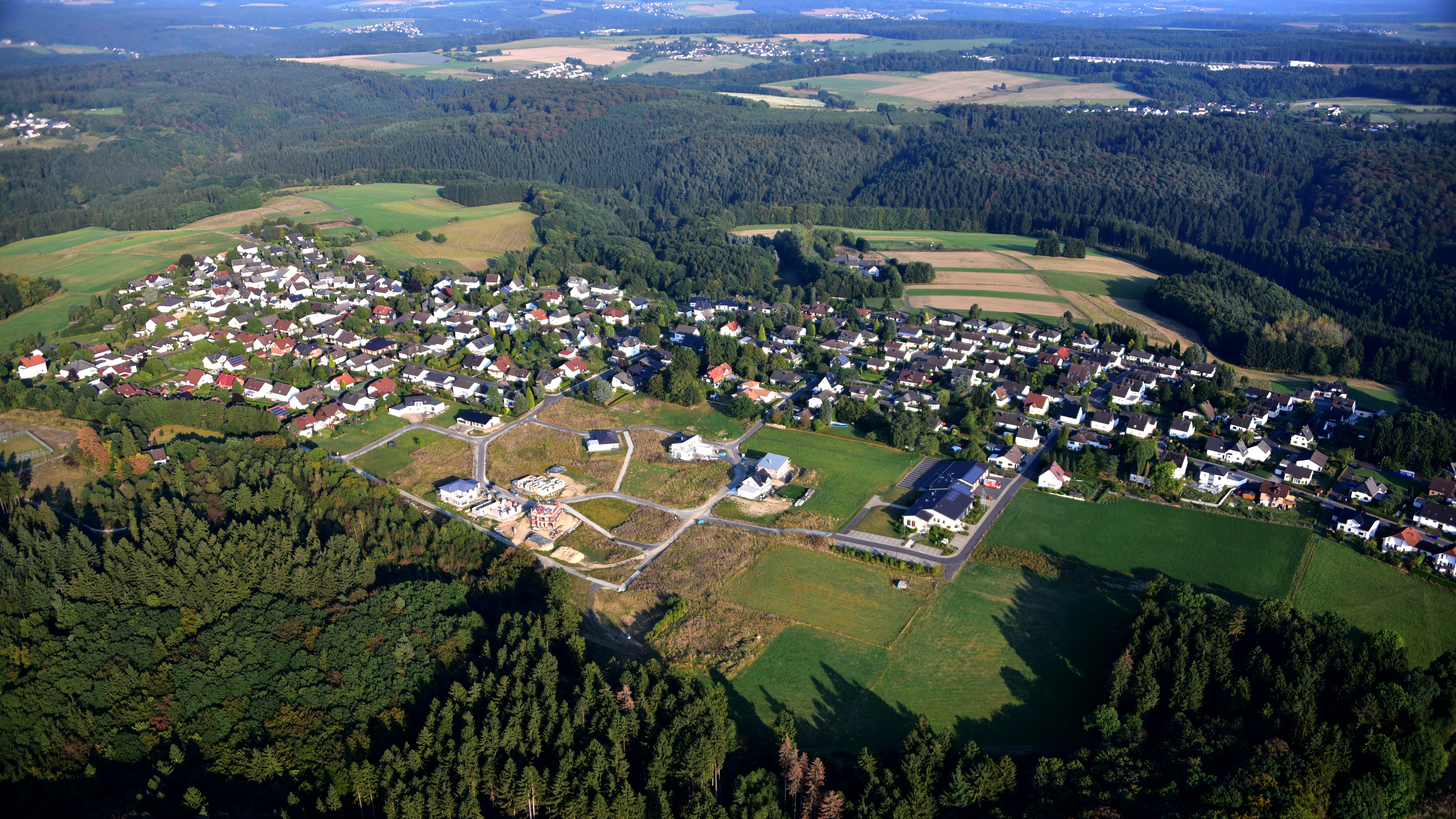
Pleckhausen, Luftaufnahme (2016)

## Geographische Lage
Nach seiner Lage her kann Pleckhausen dem Rheinischen Westerwald zugeordnet werden. Man findet das Dorf lang hingestreckt auf einem nach Nordosten flach abfallenden, leichten Höhenrücken in unmittelbarer Nähe des Kirchdorfes Horhausen (Westerwald). Zur Gemeinde gehört der Wohnplatz Pleckhausermühle.

## Geschichte

### Namensherkunft
Der Ortsname Pleckhausen lässt zweierlei Bestandteile vermuten: Die Herkunft vom alten deutschen Wort blecken im Sinne für blicken machen, bezogen auf die freie Lage des Ortes mit seinen Möglichkeiten der landwirtschaftlichen Nutzung; ergänzt durch die Nachsilbe -hausen, die Rückschlüsse auf den Entstehungszeitraum des Dorfes zulässt. Die meisten der auf -hausen endenden Orte gelten als ursprüngliche Einzelhöfe, die im Umland alter Siedlungsräume (Neuwieder Becken) im Zeitraum vom 6. bis 11. Jahrhundert entstanden sind.
Die Ortsgeschichte muss vor allem auch gesehen werden als Geschichte des Pfarrortes und Kirchspiels Horhausen, dem Pleckhausen immer zugehört hat. Weistümer, Zehntbücher, Bergamtsakten und Kirchenbücher liefern dafür reichlichen Beweis.

### Ortsgeschichte

#### 11. bis 18. Jahrhundert
Graf Arnold II. von Arnstein besaß 1050 das Gebiet um Horhausen. Sein Urenkel Gerlach III. von Isenburg erbte 1139 das Horhauser Land. Die Pfarrei Horhausen wurde erstmals 1217 erwähnt. Erzbischof Balduin von Trier übertrug 1338 den Herren von Isenburg Dorf und Gericht Horhausen zu Lehen.
1397 wurde Pleckhausen als Bleckhusen in einer Zehntfestlegung zusammen mit anderen Orten der Region erstmals erwähnt. Ein Seyffen Henne aus Pleckhausen wirkte 1554 als Schultheiß am Gericht Horhausen. Zwei Jahre später wurde die Reformation in den umliegenden Kirchspielen eingeführt, das Kirchspiel Horhausen blieb aber katholisch. Mit dem Tod von Ernst von Isenburg-Grenzau († 1664), dem letzten dieses Zweiges der Isenburger Grafen, fiel das Gebiet als erledigtes Lehen an Kurtrier zurück, Pleckhausen gehörte nun zum kurtrierischen Amt Herschbach. 1668 wurde der erste Erbleihbrief über die Pleckhauser Bannmühle ausgestellt. Die „Neue Hütte“ am Grenzbach eröffnete 1678 den Betrieb. Fünf Jahre später wurde die erste Grenzbegehung (Horhauser Weistum) dokumentiert. 1684 gab es 5 Feuerstellen in Pleckhausen, 1717 wurden 13 Häuser, 1786 21 Häuser erwähnt. Zwischenzeitlich, 1723, fanden eine Vermessung der Gemarkung und die erste Anlage eines Grundbuches statt.

#### 19. Jahrhundert
1803 brachte der Reichsdeputationshauptschluss das Ende der kurtrierschen Landeshoheit. Fürst Friedrich Wilhelm von Nassau-Weilburg übernahm das Amt Herschbach. Vier Jahre später wurde von 14 Schulkindern in Pleckhausen berichtet und 1814 stellte die „Neue Hütte“ von 1678 die Produktion ein.
1815 kam Pleckhausen infolge der Festlegungen des Wiener Kongresses zum Königreich Preußen und es entstand die Bürgermeisterei Flammersfeld in der preußischen Rheinprovinz. 1846 wurde die Führung eines Protokollbuchs für die Gemeinderatssitzungen beschlossen, und zwischen 1848 und 1852 leitete der Bürgermeister von Flammersfeld, Friedrich Wilhelm Raiffeisen, verschiedene Sitzungen des Gemeinderates in Pleckhausen. Der Gemeinderat beschloss 1850, die Gemeinde Pleckhausen selbständig in ihrem damaligen Bestand zu erhalten. 1851 wurde ein Bürgereinkaufsgeld für Pleckhausen festgelegt. Im Grubenfeld „Crispinus“ in der Pleckhauser Gemarkung fanden 1865 Schürfarbeiten durch die Fa. Fr. Krupp statt. 1899 wurde die letzte Neuvermessung der Pleckhauser Gemarkung durchgeführt.

#### 20. Jahrhundert bis heute
Der technische Fortschritt hielt in Pleckhausen Einzug, als 1912 mit dem Bau einer Wasserleitung für Pleckhausen begonnen, 1914 der erste Telefonanschluss geschaltet und 1924 die Gemeinde an das Stromnetz angeschlossen wurde. 1974 fand letztmals eine öffentliche Bekanntmachung durch den Gemeindeausscheller statt. 1980 wurde das Ortswappen durch die Bezirksregierung Koblenz genehmigt. 1991 erging der Beschluss zur Erstellung eines Dorferneuerungskonzeptes und 1993 der zum Neubau der Brücke zur Pleckhauser Mühle. 1997 feierte Pleckhausen die 600-Jahr-Feier des Ortes.

#### Statistik zur Einwohnerentwicklung
Die Entwicklung der Einwohnerzahl von Pleckhausen, die Werte von 1871 bis 1987 beruhen auf Volkszählungen:
| Jahr | Einwohner |
| ---- | --------- |
| 1815 | 128       |
| 1835 | 150       |
| 1871 | 200       |
| 1905 | 240       |
| 1939 | 247       |
| 1950 | 277       |

| Jahr | Einwohner |
| ---- | --------- |
| 1961 | 391       |
| 1970 | 463       |
| 1987 | 564       |
| 2005 | 785       |
| 2011 | 765       |
| 2017 | 791       |

## Politik

### Gemeinderat
Der Gemeinderat in Pleckhausen besteht aus zwölf Ratsmitgliedern, die bei der Kommunalwahl am 9. Juni 2024 in einer Mehrheitswahl gewählt wurden, und dem ehrenamtlichen Ortsbürgermeister als Vorsitzendem.

### Bürgermeister
Ludger Heßeler wurde am 27. Juni 2019 Ortsbürgermeister von Pleckhausen. Bei der Direktwahl am 26. Mai 2019 war er mit einem Stimmenanteil von 84,85 % gewählt worden. Vorgänger von Ludger Heßeler war Alois Eul, der nach 30 Jahren im Amt nicht erneut kandidiert hatte. Bei der Direktwahl am 9. Juni 2024 wurde Heßeler als einziger Bewerber mit 88,3 % für weitere fünf Jahre wiedergewählt.

## Wirtschaft
In Pleckhausen bestehen noch vier landwirtschaftliche Betriebe sowie mehrere kleine Gewerbe- und Dienstleistungsunternehmen, für die der Standort durch günstige Verkehrsverbindungen Vorteile bietet.

## Kultur
- Liste der Kulturdenkmäler in Pleckhausen

## Verkehr
Pleckhausen liegt in unmittelbarer Nähe der Bundesstraße 256 und der Bundesautobahn 3.